# 伯恰鄉
45°48′N 23°01′E / 45.800°N 23.017°E
伯恰鄉（羅馬尼亞語：Comuna Băcia, Hunedoara），是羅馬尼亞的鄉份，位於該國西部，由胡內多阿拉縣負責管轄，面積30平方公里，海拔高度225米，2007年人口1,832，人口密度每平方公里62人。